# 上杭県
上杭県（じょうこう-けん）は中華人民共和国福建省に位置する省直轄の県であり、しばらくの間、竜岩市の代理管轄下に置かれている。

## 歴史
768年（大暦4年）に竜岩県湖雷・下保に上杭場が設置され、994年（淳化5年）に県に昇格し現在に至る。

## 行政区画
下部に17鎮、2郷、2民族郷を管轄する
- 鎮
  - 臨江鎮、臨城鎮、中都鎮、藍渓鎮、稔田鎮、白砂鎮、古田鎮、才渓鎮、南陽鎮、蛟洋鎮、旧県鎮、湖洋鎮、渓口鎮、太抜鎮、通賢鎮、下都鎮、茶地鎮
- 郷
  - 泮境郷、珊瑚郷
- 民族郷
  - 廬豊シェ族郷、官荘シェ族郷

## 交通

### 鉄道
- 中国国家鉄路集団
  - 贛瑞竜線（中国語版） 古田会址駅
  - 竜竜線（中国語版） 古田会址駅、上杭駅

### 道路
- 高速道路
  - 長深高速道路
  - 厦蓉高速道路
  - 上蛟高速道路
- 国道
  - G205国道
  - G319国道